# Listă de filme de aventură
Aceasta este o listă cronologică de filme de aventură, împărțită după decenii:
- înainte de 1920
- anii 1920
- anii 1930
- anii 1940
- anii 1950
- anii 1960
- anii 1970
- anii 1980
- anii 1990
- anii 2000
- anii 2010
- anii 2020